# Касты у христиан Индии
Кастовая система у христиан Индии имеет глубокие корни в собственно индийской традиции и является своеобразным гибридом этики христианства и индуизма. Христианские общины Индии заимствовали и видоизменили индуистскую кастовую систему. Дискриминация по отношению к низшим кастам или социальным группам среди индийских христиан также во многом напоминает дискриминацию, распространённую в индуизме по отношению к низшим кастам.
Кастовые различия между индийскими христианами примерно соответствуют кастовым различиям между индийцами, принадлежащими к другим религиям (см. также Касты в исламских странах Южной Азии). Существуют свидетельства того, что христиане имеют определённую социальную мобильность в пределах своих каст. Тем не менее, в ряде случаев, социальные традиции приводят к сохранению существовавшего кастового деления, в связи с чем среди индийских христиан и существует кастовая сегрегация. Около 60—80 % христиан Индии принадлежат к касте «далитов» (неприкасаемых) или к другим низким кастам.

## Христианские касты по регионам

### Гоа
В бывшей португальской колонии Гоа португальские католические миссионеры проводили массовые обращения с XVI века. Обращение происходило целыми деревнями, поэтому новообратившиеся сохраняли свою социальную структуру, и как следствие, также кастовое разделение. В свою очередь, колонизаторы, в том числе инквизиция, не пытались как-либо вмешаться, чтобы противодействовать сохранению кастового расслоения. Таким образом, бывшие брахманы, обратившись в христианство, стали «бамонн»-ами (именно из этой касты в основном состояли священники), а кшатрии стали дворянством, получившим название «чардос». Вайшьи, обратившись в христианство, стали «гауддо», а шудры — «судир»-ами. Наконец, далиты (неприкасаемые) после обращения стали «махара» и «чамар». Христиане высшей касты требуют, чтобы только их община имела право занимать должности в Пастырском совете Католической церкви Гоа.
Некоторые этнические группы, не являющиеся христианами (например, маратхи), включаются христианами в христианскую касту «чаддхо».

### Керала
В штате Керала существует целый ряд древневосточных православных и восточнокатолических церквей, придерживающихся западно-сирийского, восточно-сирийского и реформированных на их основе обрядов (Сиро-малабарская католическая церковь, Сиро-маланкарская католическая церковь, Маланкарская православная церковь и др.); а также католики латинского обряда.
Христиане сирийских обрядов обычно эндогамны и не заключают браки с представителями других христианских каст. Также в Керале очень редко встречаются браки между христианами латинского обряда и «новыми христианами» (обратившимися в XV и XVI веках); последние до обращения в основном принадлежали к кастам, основным занятием которых была рыбная ловля.
Христиане сирийских обрядов исторически восходят к общине, известной, как христиане апостола Фомы (по преданию основанной апостолом Фомой). По традиции, они происходят из касты «намбудири». Критики возражают, что эти аргументы были придуманы в более поздний период, чтобы обосновать свой привилегированный статус в кастовой системе Индии. Самые ранние упоминания о касте «намбутхири» (намбудири) в штате Керала относятся к VII веку, тогда как Апостол Фома, согласно преданию, принёс христианство в Индию ещё в I веке н. э. Согласно ряду источников, христиане сирийских обрядов находятся в социальной иерархии на уровне «наиров» по линии матери, но ниже «намбудиров» по линии отца, тогда как другие источники помещают их даже ниже наиров, как грязную касту в ряде регионов. В результате действий Христианского миссионерского общества в 1880-х годах, направленных на защиту прав новообращённых в «новые христиане», принадлежавших к низшим кастам, когда им требовали придать равный статус с христианами сирийских обрядов (и часть из них присоединилась к этим общинам), и без того хрупкие связи «сирийцев» с высшими кастами были окончательно разрушены. Отношение индуистских фундаменталистов и индусов высших каст к «сирийским христианам» как к «грязной касте» и запрет «сирийским христианам» входить на индуистские храмовые земли, а также стремление «сирийских христиан» добиться статуса «саварна» — всё это привело к массовым случаям нападений на них и столкновений с соседями из более высоких каст.
Антропологи отмечают, что кастовая система в штате Керала намного более поляризована, чем среди индусов в близлежащих землях, поскольку индийские варны делятся на множество мелких «джати», а христиане Индии — на небольшое количество социальных групп. Статус сохраняется, даже если человек переходит из одного течения христианства в другое (например, из восточнокатолической церкви в древневосточную).

### Тамил-Наду
Исследователи отмечали у христиан штата Тамил-Наду стирание различий между аналогами индийских джати и как следствие — ещё более жёсткое расслоение между аналогами варн.

### Андхра-Прадеш
Католики из каст редди (англ. Reddy) и камма (англ. Kamma (caste)) в штате Андхра-Прадеш предпочитают вступать в брак с индусами, чем с христианами — представителями низших каст.

## Неприкасаемые христиане — вне закона
Индийское законодательство не предусматривает привилегий для христиан, принадлежащих к касте «неприкасаемых», поэтому ряд христианских активистов требуют для них тех же социальных гарантий и квот, что предусмотрены для «ущемлённых каст» индуистов, буддистов и сикхов.
Некоторые христиане не согласны с присвоением им статуса «ущемлённых христианских каст», поскольку опасаются, что это может привести к смешению их с приверженцами иных религий. Пастор Салим Шариф Церкви Новой Индии отмечает: «Мы становимся другим классом и кастой».

## Кастовая дискриминация среди индийских христиан

### Случаи проявления
Кастовая дискриминация исключительно сильна среди христиан в Южной Индии и довольно слаба или вовсе отсутствует в протестантских конгрегациях в городах Северной Индии. Это связано с тем фактом, что в Южной Индии в христианство или иную религию в основном обращались массово, целыми кастами, в связи с чем социальная конкуренция между этими кастами продолжала существовать параллельно индусской кастовой системе.
Для членов низших каст в церквях имеются отдельные скамейки, отдельные чаши для причащения, отдельные участки на кладбище, и даже отдельные церкви, особенно в римской католической конфессии в Индии. Католические церкви в Индии в основном контролируются священниками, принадлежащими к высшей касте. В настоящее время в Индии более 70 % католиков относятся к касте далитов (неприкасаемых), однако католики высших каст (по оценкам около 30 %) контролируют 90 % должностей в католических церквях. Из 156 католических епископов только 6 принадлежат к низшим кастам. Кроме того, мальчики из касты далитов обычно не могут быть алтарниками или чтецами Священного писания. По сообщениям католического «Движения за освобождение бедных христиан» (Poor Christian Liberation Movement), к ним пренебрежительно относятся христианские миссионеры и воскресные школы, которые в основном обслуживают представителей высших каст. Далиты-католики не участвуют в работе административных органов Индии, за исключением тех немногих, которые вернулись в индуизм.

### Критика
Многие далиты-католики открыто выступали против дискриминации со стороны местной католической церкви. Далитский активист, известный под журналистским псевдонимом Бама Фаустина, написал ряд книг о дискриминации в их отношении со стороны священников и монахинь в церквях Южной Индии. Папа римский Иоанн Павел II также выступал с критикой кастовой дискриминации в Римско-католической церкви Индии в своём обращении к епископам городов Мадрас, Майлапур, Мадурай, Каддалор и Пудучерри в конце 2003 года.